# قلعه تامونیاما
قلعه تامون‌یاما (به ژاپنی: 多聞山城) یک قلعه ژاپنی است که نارا، استان نارا، ژاپن قرار داشته و محل اقامت ماتسوناگا هیساهیده و پسرش ماتسوناگا هیسامیچی و هارادا نائوماسا بوده‌است.